# فجوة رياح

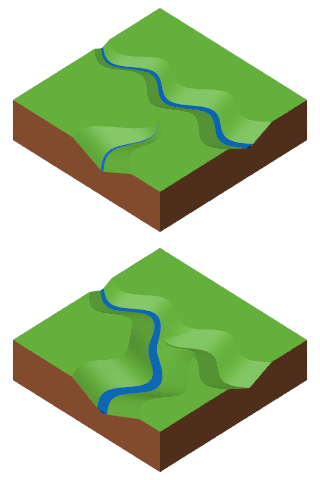
أسر نهري عن طريق تآكل الرأسي تاركا فجوة رياح

فجوة الرياح أو ثغرة الهواء أو الثغرة الهوائية هي فجوة يتدفق من خلالها مجرى مائي وهو جاف الآن نتيجة للأسْر النهري .  فجوة الماء هي سمة مماثلة ولكنها سمة لا يزال يتدفق فيها مجرى مائي. غالبًا ما تتيح فجوات الماء وفجوات الرياح طرقًا مناسبة للمسالك والطرق والسكك الحديدية عبر التضاريس الجبلية ، نظرًا لمظهرها المائل بلطف.